# Felix (Almería)
Felix ist eine spanische Gemeinde in der Comarca Poniente Almeriense der Provinz Almería in der Autonomen Gemeinschaft Andalusien. Die Bevölkerung von Felix bestand im Jahr 2024 aus 770 Einwohnern. 

## Geografie
Der Ort liegt im östlichen Teil der Sierra de Gádor, in einem steinigen Gebirgsflachland. Die Gemeinde grenzt an Bentarique, Canjáyar, Dalías, Enix, Instinción, Terque und Vícar.

## Geschichte
Die Ortschaft entstand in der Zeit von Al-Andalus. Die maurische Bevölkerung in Felix beging laut Berichten kollektiven Selbstmord, nachdem sie gezwungen werden sollte sich zum Christentum zu bekennen, indem sie sich von einer Anhöhe stürzte.